# Pablo Torre
Pablo Torre Carral (Soto de la Marina, 2003. április 3. –) spanyol labdarúgó: középpályás. A La Ligában szereplő Mallorca játékosa. Édesapja; Estsban Torre korábbi labdarúgó.

## Pályafutása

### Racing Santander
2015-ben igazolt a klub akadémiájára U13-as játékosként. Több korosztályos ranglétra megjárása után mutatkoztt be, 2020. július 19-én a B csapatba a Gimnástica elleni 1–1-s play-off elődöntőn a harmadosztályba jutásért.

#### A felnőtt csapatban
2020. szeptember 21-én a B csapatból hivatalosan felkerült az első csapatba.
Október 18-án lépett pályára első alkalommal a Portugalete elleni döntetlenre végződő harmadosztályú bajnokin, amelyen 71 percet játszott.
December 17-én bemutatkozott a spanyol kupában az UD Mutilvera ellen.
2021. február 21-én szerezte karrierje első gólját a CD Laredo elleni 3–1-re nyert bajnokin.
2022. március 9-én 50. alkalommal lépett pályára a Racing Santander színeiben, a Cultural Leonesa elleni 4–0-s hazai mérkőzésen, melyen a második találatnál gólpasszt készített elő, Cedric Omoiguinak.

### FC Barcelona
2022. március 4-én megállapodtak a Racing Santander csapatával az átigazolásról, Pablo június 30-án 4 évre szóló, 2026 nyaráig érvényes szerződést kötött a csapattal. A transzfer a 2022/23-as szezontól lép életbe, és kezdetben a Barca B csapatában fog játszani.

#### A felnőtt csapatban
2022. szeptember 7-én játszotta első hivatalos mérkőzését a Viktoria Plzeň ellen a Bajnokok Ligájában, csereként a 81. percben Franck Kessié-t váltotta.
2022. október 23-án mutatkozott be hazai környezetben a La Ligában az Athletic Bilbao ellen, a 4–0-ra nyert bajnoki 77. percében érkezett a pályára Ousmane Dembélé-t váltva.
November 1-jén először volt tagja a kezdőcsapatnak, és szerezte első gólját a Viktoria Plzeň vendégeként, a 2–4-s mérkőzés utolsó gólját jegyezte a 75. percben.

#### Girona(kölcsön)
2023. július 18-án kölcsönbe érkezett a 2023/24-es idényre a katalán klubhoz, kivásárlási opció nélkül.

### Mallorca
2025. július 14-én a Barcelona végleg eladta játékjogát a Mallorcának.

## Statisztika
2023. július 18-i állapot szerint.
| Klub               | Szezon           | Bajnokság             | Bajnokság | Bajnokság | Kupa  | Kupa  | Nemzetközi | Nemzetközi | Egyéb | Egyéb | Összes | Összes |
| Klub               | Szezon           | Liga                  | Mérk.     | Gólok     | Mérk. | Gólok | Mérk.      | Gólok      | Mérk. | Gólok | Mérk.  | Gólok  |
| ------------------ | ---------------- | --------------------- | --------- | --------- | ----- | ----- | ---------- | ---------- | ----- | ----- | ------ | ------ |
| Racing Santander B | 2019/20          | Tercera División      | 0         | 0         | —     | —     | —          | —          | 1     | 0     | 1      | 0      |
| Racing Santander B | Összesen         | Összesen              | 0         | 0         | 0     | 0     | 0          | 0          | 1     | 0     | 1      | 0      |
| Racing Santander   | 2020/21          | Segunda División B    | 18        | 3         | 1     | 0     | —          | —          | 6     | 1     | 25     | 4      |
| Racing Santander   | 2021/22          | Primera División RFEF | 31        | 10        | 2     | 0     | —          | —          | 1     | 0     | 34     | 10     |
| Racing Santander   | Összesen         | Összesen              | 49        | 13        | 3     | 0     | —          | —          | 7     | 1     | 59     | 14     |
| Barcelona B        | 2022/23          | Primera Federación    | 3         | 0         | —     | —     | —          | —          | —     | —     | 3      | 0      |
| Barcelona B        | Összesen         | Összesen              | 3         | 0         | —     | —     | —          | —          | —     | —     | 3      | 0      |
| Barcelona          | 2022/23          | La Liga               | 8         | 0         | 2     | 0     | 3          | 1          | 0     | 0     | 13     | 1      |
| Barcelona          | Összesen         | Összesen              | 8         | 0         | 2     | 0     | 3          | 1          | 0     | 0     | 13     | 1      |
| Girona (kölcsön)   | 2023/24          | La Liga               | 0         | 0         | 0     | 0     | —          | —          | —     | —     | 0      | 0      |
| Girona (kölcsön)   | Összesen         | Összesen              | 0         | 0         | 0     | 0     | —          | —          | —     | —     | 0      | 0      |
| KARRIER ÖSSZESEN   | KARRIER ÖSSZESEN | KARRIER ÖSSZESEN      | 60        | 13        | 5     | 0     | 3          | 1          | 8     | 1     | 76     | 15     |

1. ↑  Mérkőzése(i) a Bajnokok Ligájában.